# PGC 7613
LEDA/PGC 7613, auch UGC 1490, ist eine spiralförmige Zwerggalaxie vom Hubble-Typ Sb mit ausgedehnten Sternentstehungsgebieten im Sternbild Widder auf der Ekliptik. Sie ist schätzungsweise 142 Millionen Lichtjahre von der Milchstraße entfernt und hat einen Durchmesser von etwa 20.000 Lichtjahren. Vom Sonnensystem aus entfernt sich das Objekt mit einer errechneten Radialgeschwindigkeit von näherungsweise 3.100 Kilometern pro Sekunde.
Sie ist Mitglied der zehn Mitglieder zählenden Lyons Groups of Galaxies LGG 34 um NGC 691. Im selben Himmelsareal befinden sich unter anderem die Galaxien PGC 7529, PGC 7587, PGC 7602, PGC 7726.